# Geum cebennense
Geum cebennense är en rosväxtart som beskrevs av Coste och Soulie. Geum cebennense ingår i släktet nejlikrotsläktet, och familjen rosväxter. Inga underarter finns listade i Catalogue of Life.